# Kinderwhore

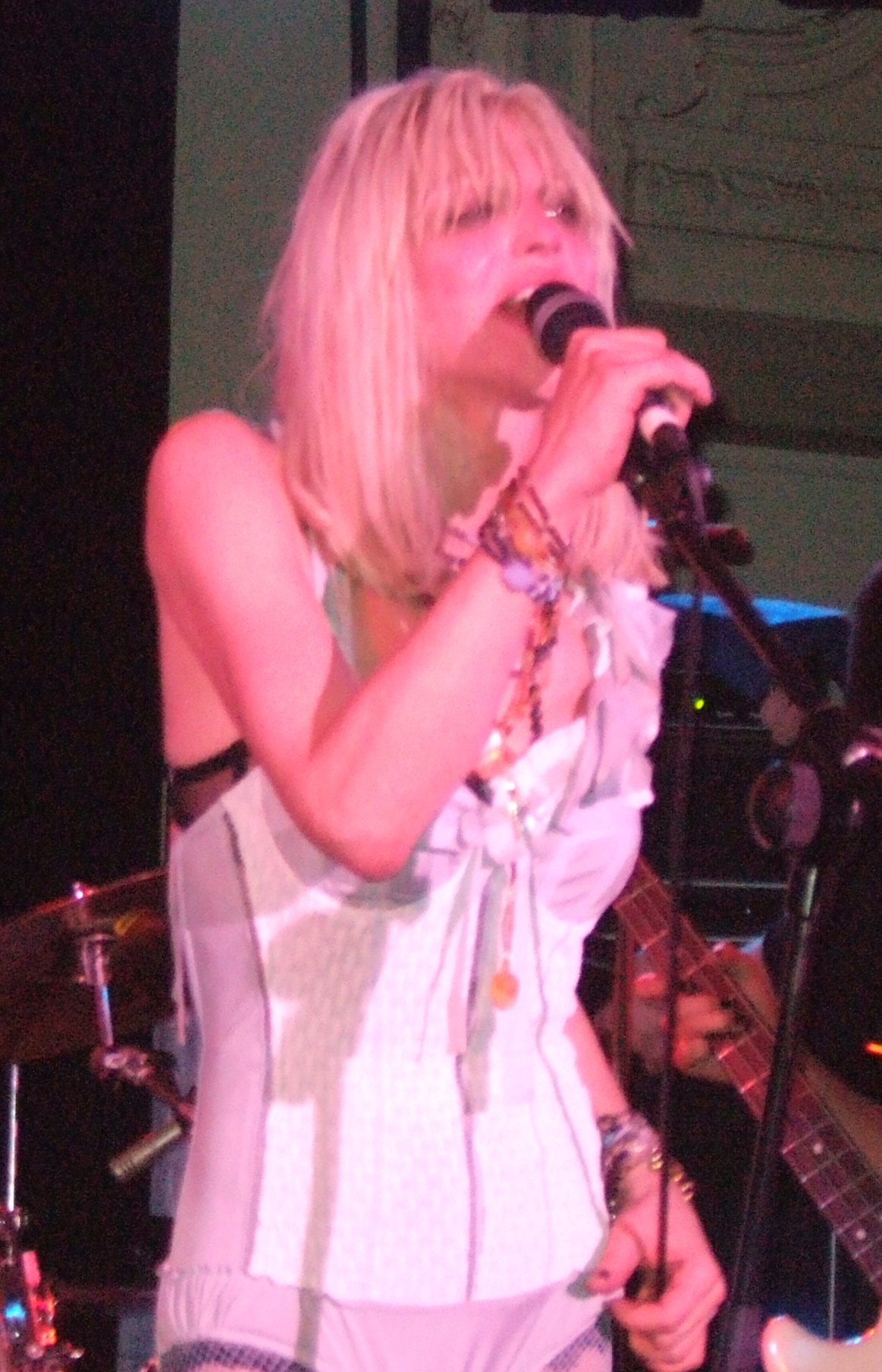
La cantante Courtney Love fue la primera en popularizar el estilo kinderwhore

Kinderwhore fue una imagen utilizada por un puñado de bandas femeninas de punk rock en Estados Unidos durante la primera mitad de 1990.
El aspecto kinderwhore consistía en picardías rasgadas y ajustadas, mucho maquillaje y botas de cuero o zapatos Mary Jane de varios colores.

## Historia
El origen exacto de la imagen kinderwhore está a debate. Pudo haber sido empezado por Kim Shattuck de The Pandoras y The Muffs a mediados de los ochenta, aunque se cree que Kat Bjelland de Babes in Toyland fue la primera en definirlo, mientras que Courtney Love de Hole fue la primera en popularizarlo.
Christina Amphlett de Divinyls puede ser vista con este estilo en la portada del álbum de la banda de 1983, Desperate. Love ha declarado en una entrevista en Ben Is Dead que ella tomó el estilo de Amphlett.